# Domènec Rovira
|  | Per a altres significats, vegeu «Domènec Rovira (desambiguació)». |

Domènec Rovira el Major (Sant Feliu de Guíxols, 1608 - Barcelona, 1678/79) es considera un dels escultors més rellevants
de la seva època. Gràcies a la seva participació i defensa, es va aconseguir
que el gremi d'escultors es consolidés respecte al gremi dels fusters. Rovira
va ser dels primers escultors que aconseguí que li fos reconegut el dret a
contractar i emprendre totes les feines per a la realització d'un retaule. El
1632 ja se’l troba a Barcelona, però fins al 1638 no es troba la seva primera
obra documentada.
És un escultor que
destacarà per un elevat nombre d'encàrrecs de retaules i escultures de fusta,
treballant una bona part de la seva etapa amb fusters que l'ajudaven amb la
realització de les seves obres fins a mitjans del segle xvii, quan comença a
prescindir dels fusters. Va treballar per diferents indrets de Catalunya i
possiblement, una de les seves obres més importants, va ser la realització del
gran retaule de Sant Feliu de Guíxols el 1657, ara desaparegut.
La seva obra és
força extensa però molt desconeguda, ja que arran de la Guerra Civil Espanyola,
a partir del 1936, va patir diversos atacs com incendis que van destruir bona
part de les seves obres i del patrimoni català.

## Biografia
Domènec Rovira el
Major va ser un dels escultors més importants i actius del segle xvii a
Catalunya. El 1608 va néixer el poble de Sant Feliu de Guíxols, el sisè de deu
germans, juntament amb la seva germana bessona Caterina.
Els pares, Ponç i
Caterina, eren de Sant Feliu de Guíxols on van crear la seva família, de la
qual van sortir diferents artistes, com Antoni Rovira com a pintor, el
mateix Domènec Rovira com a escultor, i nebot d'aquests dos, Domènec Rovira el
Menor, també escultor. Possiblement, la feina de barriler del seu pare va
apropar-lo a la fusta i les seves eines per treballar-la, així
va iniciar la seva carrera d'escultor amb fusta.
De la vida de
Domènec Rovira se’n desconeixen molts aspectes. Es creu que de ben jove va
marxar a Barcelona però no es coneix del cert si va establir-se directament en
un taller propi o seguint les informacions de Joan Bosch,
Domènec Rovira va ser un escultor influenciat i proper al taller d'Agustí
Pujol, ja que el guixolenc, en més d'una ocasió, havia considerat “entre els millors escultors hi haguts en
Espanya”
a Agustí Pujol. Bosch, parla de Domènec Rovira el Major com a aprenent del
mestre Pujol, i el més dotat, a part de ser un dels millors artistes del segon
terç del segle, el qual la majoria de les seves obres han desaparegut. Les
atribucions de Rovira amb el taller d'Agustí Pujol i una estreta relació,
parteixen de dues declaracions jurades: a la primera, consta a l'acta judicial
de l'agost del 1628 on Domènec Rovira, amb vint anys, certifica la mort
d'Agustí Pujol. Rovira també apareix en el plet de revenedors del Pi amoïnats
per la desaparició del bell Sant Miquel (1653) on el jove escultor hi reconeix
que “la figura ha vista fer ell testimoni
a Agustí Pujol escultor en casa del qual en dita ocasió estave ell testimoni
per aprenent”. La influència
estilística d'Agustí Pujol es veurà reflectida a obres com el retaule de Sant
Pau o Sant Julià de l'Arboç.
Establert a
Barcelona, degué formar família en aquesta ciutat, ja que no se li ha
localitzat cap partida de casament al poble natal de la Costa Brava.
El que si se sap és que tingué una filla, Llúcia Rovira, qui va casar-se amb
l'escultor Miquel Llavina.
Domènec Rovira però
no va perdre la vinculació amb el poble de Sant Feliu de Guíxols, ja que el
1657 en va rebre l'encàrrec de la realització del retaule major. El retaule no
es conserva però sí el contracte que va firmar l'escultor, on hi constatava que
havia d'ocupar tot el presbiteri i havia de ser de fusta i pedra. Dels vuit
anys que havia de trigar a fer-se el retaule, van passar-ne vint-i-un fins que
va estar acabat. També el preu va apujar-se degut els canvis de disseny que es
van anar fent al llarg del procés de la realització. Del retaule
major de Sant Feliu de Guíxols només s'han conservat vuit àngels minyons que es
poden visitar al Museu Municipal del mateix poble.
Domènec Rovira va
morir a l'edat de 71 anys l'any 1678/1679. El mateix any de la seva mort, es
firmava a Barcelona per part del rei, la
creació de la confraria dels Sants Màrtris escultors, privilegi que comportava
poder obrir tenda, treballar qualsevol material i gaudir de tots els avantatges
devant qualsevol gremi.
La lluita que Domènec Rovira el Major havia protagonitzat durant tants anys
per separar-se, com escultors, del gremi dels fusters s'aconseguia. El 1679,
vint-i-vuit escultors barcelonins van presentar al Consell de Cent la firma
perquè se’ls permetés la creació d'un gremi propi. El seu nebot, Domènec Rovira
el Menor o el seu gendre Miquel Llavina, també van participar-hi.
El 1980 a Sant
Feliu de Guíxols es va acordar dedicar-li un carrer al reconegut escultor
guixolenc del segle xvii.

### Retaule de la Capella de Sant Pau i Sant Felip Neri

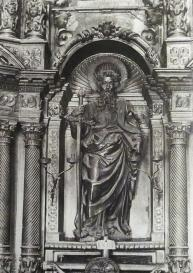
Escultura del Sant Pau realitzada per Domènec Rovira i que destaca per la seva gran qualitat i per la capacitat de transmetre serenitat i autoritat

El cavaller de Barcelona, Pau Ferrant, l'any 1639 va encarregar a Domènec Rovira el Major i el
fuster Francesc Codorniu el retaule de la capella de Sant Pau i Sant Felip Neri a Santa Maria del Mar a Barcelona.
La poca informació que s'obté d'aquest retaule és que havia de ser de fusta, des del sòcol i on
dos portes permetien pujar a l'orgue. La composició havia de ser de bancal, dos
pisos i tres carrers, sense tenir pràcticament informació de l'arquitectura.
Els dos pisos del retaule tenien vuit columnes de fust llis i d'ordre corinti.
Sant Pau va ser el motiu d'aquest
retaule i era la iconografia principal de l'obra, ja que els relleus del bancal
estaven dedicats al sant. L'escultura principal és el Sant Pau, una figura de
nou pams que ofereix veure la capacitat de l'escultor de Domènec Rovira el
Major. Es considera una figura d'una qualitat alta, que aporta serenitat i
autoritat. S'hi pot percebre la influència d'Agustí Pujol II en els drapejats i
la gesticulació,
tot i que en el Sant Pau són més harmònics. L'acompanyen a la dreta Sant Matías
i a l'esquerra Sant Felip Neri, que feia poc que havia estat canonitzat.
En el segon pis del
retaule, la Immaculada és la imatge que ocupa la fornícula central i
l'acompanyen a la dreta Santa Caterina i a l'esquerra Santa Pràxedes. L'àtic
del retaule el componien la Trinitat i àngels. El retaule va ser
destruït el 1936.
D'altra banda, a l'església de Santa Maria del Mar de Barcelona, l'any 1645 Domènec Rovira i
obrers varen firmar les capitulacions de l'obra del sagrari pel nou retaule de
Santa Maria del Mar. Aquest, havia de ser de plata però l'elevat cost va fer
que finalment fos de fusta. Les descripcions que s'han conservat parlen d'un sagrari o tabernacle monumental que havia
de tenir quaranta-vuit figures de ple volum. A la base hi havia setze àngels,
quatre amb canelobres, sis adoradors i sis amb instruments musicals, dos
sacerdots de l'antiga Llei i sis virtuts. La resta de figures eren àngels i

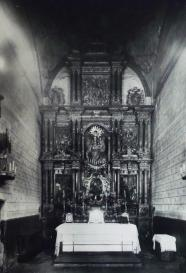
Retaule major del Bonsuccès

puttis.

### Retaule major del monestir i convent del Bonsuccés
El mateix 1639, juntament amb el fuster Joan Aldabó, Domènec Rovira van rebre l'encàrrec per realitzar el
retaule de la Confraria del Bonsuccés. El retaule major ocupava tota la
capçalera, seguint el model del moment, i arquitectònicament era semblant a una
retícula. Les línies verticals i horitzontals s'identifiquen ràpidament
remarcant els entaulaments, els frontons, les columnes dels diferents pisos i
les ornamentacions. L'ordre que Domènec Rovira va utilitzar per a aquest retaule major també va ser el corinti,
on les columnes del primer pis tenen un fust entorxat i en segon pis i l'àtic
estirades. Les columnes tenen la peculiaritat que el terç baix del fust està
ornamentat.
La confraria va
demanar algunes modificacions als dos artistes del retaule, i la més important
va ser la incorporació d'un sagrari que serveix per manifestar l'exaltació de
l'Eucaristia des del Concili de Trento.

### Retaule per al Sant Crist de Sant Jeroni de la Murtra
El retaule per la
capella del Sant Crist de Sant Jeroni de la Murtra va ser un encàrrec fet per part
de la família Enveja, la qual va ser molt important per Rovira, ja que sempre hi va
tenir bona relació, i així li van encarregar el 1654. El retaule, com moltes obres d'aquesta època, no es conserven, però sí dos gravats.
El retaule respon a
un tabernacle d'estructura reduïda que té com a principal funció, la
col·locació de la imatge a qui es dedica, en aquest cas al Sant Crist. És un
retaule d'un sol pis que acaba amb un àtic.
Per informacions del mossèn Josep Mas, se sap que el retaule era de fusta amb
el pedestal de pedra. D'altra banda, tenia el sòcol on en sortia l'arcada de
columnes d'ordre jònic que creen més d'un pla.
Un dels gravats,
presenta les imatge de Sant Joan i de Maria, que documentalment consten que
existien en el segle xvii, però que acabaren essent substituïts per dos àngels
penjats a mitja columna aguantant un ciri. També van canviar-se els àngels dels
angles superiors de l'altar, el vel de
la Verònica i la forma dels sòcols de les columnes. La resta de l'altar no va
tocar-se. Aquest gravat permet fer-nos una idea de com anava estructurat el
retaule.

### Retaule major de Sant Feliu de Guíxols
La troballa d'un contracte firmat
per Domènec Rovira el Major a Sant Feliu de Guíxols, demostra que havia realitzat
el gran retaule major l'any 1657 i que va acabar-lo vint-i-un anys després, el
1678.
El contracte, firmat el dia 26 de
novembre de 1657, descriu les dimensions de l'obra: 73 pams (14,2 m) d'alçada i
39 pams (7,60 m) d'amplada, ocupant tota l'alçària i tot l'amplada del
presbiteri. El retaule havia de ser una peça de taller i per aquests motius, en
el contracte també s'especificava la disposició de Rovira de la casa i de
l'església de Sant Joan per treballar-hi, i lliure de taxes. Domènec Rovira
havia de trigar vuit anys a concloure la realització del retaule, que costava
en un inici, 7000 lliures barceloneses. Finalment però, per motius de pagament
i que ja s'especifiquen en el mateix contracte, Rovira va trigar tretze anys
més a acabar-lo.
La traça del retaule se li va
proporcionar a Domènec Rovira de mà del Sr. Abat i dels jurats, que també
consten a la firma del contracte. La traça s'havia de seguir però li van
permetre a Rovira, un escultor professional en aquell moment i molt considerat,
que qualsevol modificació que servís per millorar el retaule, podia
realitzar-la com artista de la peça de Sant Feliu de Guíxols. L'altar, de
pedra, ja estava fet.
El
peu del retaule havia de ser de pedra brillant amb 10 pams (1,95 m) d'alçada i
amb vuit àngels; a sobre, s'hi col·locarien les cartel·les amb representacions
de caps d'àngels. Els voltants de plafons, vuit en total, havien de ser de
pedra jaspiada de Tortosa, la resta de pedra negre de Barcelona. (ESTEVE CRUAÑAS,
1992:142)
Tot i no haver-se conservat cap dels
dibuixos que el contracte tenia, en el document hi consten les altres
proporcions i mides del retaule: Dintre
el peu hi hauria una estança de 6 pams (1,16 m) de fondo i 7.5 pams (1,46 m)
d'amplària, com es veu a la planta traçada en el paper signat per l'abat i els
jurats, diu el contracte. L'estança havia de tenir volta de rajola, on hi
hauria l'entrada de l'escala per a pujar al sagrari. L'alçària de l'escala
seria la mateixa que la del peu: 10 pams (1,95 m), a raó d'un pam cada graó,
els quals havien de ser de pedra ordinària, que es trobava a la mateixa vil·la.
Després de pujar l'escala, es trobaria la porta per a obrir la pastera del
sagrari, que seria de 4,75 pams (0,92 m) de fondo i 7,5 pams (1,46 m) d'amplària
on hi hauria l'entrada de l'escala de cargol, d'uns 21 graons de fusta o
rajola, per a pujar a la fornícula de Nostra Senyora. Sobre'
el peu de pedra hi hauria el sagrari: carregaria la meitat sobre el peu i
l'altra meitat volaria en fora. Hauria d'amidar 13 pams (2,53 m) d'alt i 6 pams
(1,16 m) d'ample. La porta s'obriria amagant-se dins del peu del sagrari i el
dia que el voldrien tenir tot obert, s'obririen dos panys per cada banda.
Aquests panys, així com els sostres, serien embellits amb escultura i
talla, i per dins, el sagrari ho seria amb algunes columnes o balustres formant
un claustre. Darrere del sagrari hi hauria una porta per a fer el misteri que
convingués. Tot el retaule havia d'estar fet, entallat i esculpit, tant el
davant com el darrere, com es veia en un pergamí signat per l'abat i els
jurats. (ESTEVE
CRUAÑAS, 1992:142-143)
El material que es va utilitzar per
la realització del retaule havia de ser fusta d'àlber, tot i que algunes
figures podien fer-se amb xiprer. I per l'entravament interior es podia
utilitzar fusta d'arbre poll però no de pi.

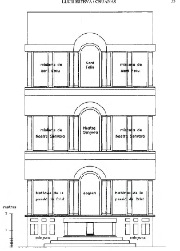
Imatge en la qual podem observar la distribució del retaule major de Sant Feliu de Guíxols segons el contracte trobat per Lluís Esteva i Cruañas.

#### Distribució del retaule
1. Els quatre taulons del primer
pedestal s'hi col·locarien, en relleus, quatre històries de la passió de Crist.
Entre relleu i relleu, en els pedestals i davant les columnes, es col·locarien
vuit figures. Les figures serien els mateixos sants que fins aleshores eren en
el retaule. Les columnes del primer pedestal farien 11 pams d'alçada (2,14 m).
2. Les dues columnes
col·laterals de les pasteres principals del centre del retaule estarien juntes,
això és, els plints i capitells es tocarien, i per tant, van decidir no
col·locar-hi les figures perquè no hi cabrien.
3. Els vuit taulons
serien els que hi hauria entre el segon pis i el tercer pis. En el segon s'hi
descriuen misteris de la Nostra Senyora, ja que és la figura central d'aquest
pis, i en tercer, amb la figura de Sant Feliu al centre, misteris del mateix
Sant Feliu. Els misteris serien realitzats en teles de pintures, per tant, els
vuit taulons serien de fusta i llisos.
La dauració del retaule va
realitzar-se el 1750 a càrrec d'Ambrós Colobrant, i una descripció ens permet
entendre que el retaule fins aleshores no havia patit modificacions. Però el
1752 es realitzarà un sagrari nou que implicarà canvis en el retaule de Domènec
Rovira.
Del retaule se n'han conservat vuit
àngels que van atribuir-se a Domènec Rovira a partir del 1956 quan el doctor Joan
Ainaud preparava una exposició pel Palau de la Virreina de Barcelona. En aquest
moment, es va saber que havien estat esculpits pel mateix escultor guixolenc.
Lluís Esteva i Cruañas va trobar l'any 1990 el contracte del retaule on també
es parlava d'aquests vuit àngels. Actualment s'exposen al Museu Municipal de
Sant Feliu de Guíxols. Dos àngels són d'alabastre i la resta de marbre blanc.

### Retaule de la Santa Creu i la Magdalena de Figueres
El 18 de maig de 1665 a Barcelona,
entre els germans Miquel, sacerdot i beneficiat de la capella, i Rafael
Grimosachs, ambdós ciutadans honrats de Barcelona, i els escultors Domènec
Rovira i el seu gendre Miquel Llavina, es firmava el contracte per la
realització del retaule de la Santa Creu i la Magdalena de Figueres. La
troballa del contracte en què Domènec Rovira va rebre la primera part de la
paga de les 250 lliures barceloneses.
La traça d'aquesta obra ja ve donada als escultors en el mateix contracte, on
es detalla molt bé el que realment volen els clients: el retaule ha d'ocupar
tota l'alçada de la capella, situada sota de l'orgue, i ha de fer una amplada
de 15 pams.
Les descripcions sembla que fan una
fàcil atribució i semblança al retaule que Rovira ja havia realitzat del Sant
Crist a Sant Jeroni de la Murtra. Es tractaria d'un retaule tabernacle, amb
sòcol, bancal, cos i àtic. D'altra banda, en aquest cas, el contracte també
especificava que seria un retaule – reliquiari, ja que s'hi volien disposar la
relíquia de la Santa Espina, tot i que aquesta informació no seria correcte per
la descripció del que seria aquest tipus de retaule. D'aquesta manera, la
relíquia es guardaria en un sagrari que es troba en el bancal de sobre l'altar.
L'ordre salomònic que havia entrat a
Catalunya a mitjans del segle xvii es veu reproduït en aquest retaule. Dues
columnes per cada banda emmarquen un relleu amb una creu i una glòria. En el
centre del retaule, i ocupant una part de l'àtic, la figura de Santa Magdalena
de mig cos n'és la protagonista, i l'acompanyen els arcàngels Miquel i Rafael,
els sants patrons dels comitents. En el sòcol s'hi col·locaren els escuts dels
comitents.
El contracte, per acabar, especificava
la manera de transport en què s'hauria de portar el retaule a la ciutat de
Figueres. La peça, com que era petita, els escultors la van realitzar al mateix
taller de Barcelona de Domènec Rovira, i pot ser en aquell moment, també de
Miquel Llavina. El transport s'havia de realitzar via mar i si es perdia el
retaule, els artistes serien els responsables a la perduda i l'hauria de tornar
a crear amb totes les despeses a càrrec seu.

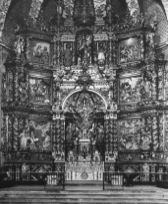
Retaule de l'església parroquial de l'Arboç. Va iniciar-se el 1670 amb l'escultor Domènec Rovira i el 1681 el va acabar el seu nebot, Domènec Rovira el Menor. El retaule presenta la característica salomònica que havia arribat a Catalunya.

### Retaule de l'església parroquial de l'Arboç
El retaule de l'església parroquial
de l'Arboç va contractar-se l'any 1670 a Domènec Rovira el Major i el seu
nebot, Domènec Rovira el Menor, qui va acabar-lo l'any 1681. És un retaule que
només s'ha pogut estudiar gràcies a les fotografies d'arxiu que es conserven,
però que tampoc permeten una gran descripció sobre l'obra, ja que era una peça
molt carregada de detalls escultòrics, que no en tenim imatges properes que
ajudin a descriure’l millor. D'altra banda, d'aquest retaule tampoc se’n
conserva el contracte, la peça fonamental per tota obra, ja que s'hi descrivia
com havia de ser i què havia de tenir.
El retaule segueix la característica
salomònica que havia arribat a Catalunya. Com molts retaules de l'època, les
mides del retaule havien d'ocupar tota la capçalera del temple i mantenia la
mateixa distribució que altres que havia realitzat Domènec Rovira: sòcol,
bancal, dos pisos i àtic. En aquesta obra, carregada de detalls ornamentals, a
través de la fotografia, es pot observar com el retaule dona la sensació de
mobilitat, de curvatura, tant en els frontons com en les columnes, i la resta
d'elements arquitectònics del retaule. La decoració s'amplia gràcies a la gran
quantitat de puttis que es despleguen
per tot el retaule. El llenguatge de l'estètica utilitzada s'atribueixen a un
coneixement profund de l'obra d'Agustí Pujol.
El carrer del centre del retaule hi
destaca la figura de Sant Julià dins una gran fornícula que arriba fins a l'àtic,
i que evidencia més la seva presència
gràcies al trencament que provoquen les columnes que separen els diferents
carrers i els plans que trenquen amb l'horitzontalitat.
La figura de Sant Julià s'atribueix
a Domènec Rovira el Major, que l'ha representat com un fundador, amb un llibre
i bàcul, dos instruments que es relacionen amb l'última etapa del sant. També
s'atribueix a l'escultor de Sant Feliu de Guíxols, la Immaculada. Les dues
figures s'han qualificat d'una qualitat excel·lent, igual com devien ser els
relleus que es poden observar amb poca precisió en el retaule sobre la vida del
sant.
El sòcol és de marbre i pedra i
queda ornamentat amb puttis i dos
atlants que s'atribueixen com a obra de Domènec Rovira el Menor i que
possiblement eren al·legories de virtuts. S'atribueixen al nebot de Domènec
Rovira el Major perquè tenen molta semblança amb l'estètica del retaules major
d'Alcover que li van encarregar a Domènec Rovira el Menor i Francesc Grau.

### Obres atribuïdes

#### Santa Eulàlia i Sant Roc, segona meitat delseglexvii
L'escultura de Santa Eulàlia és una
figura de fusta policromada, daurada i de grans dimensions que pertany a la primera etapa del barroc
català i que prové de Sant Feliu de Guíxols. Així, i segons les investigacions de la historiadora
Cristina Ribot, suposadament formava part del retaule del municipi empordanès, el retaule major de l'església de Sant
Feliu de Guíxols. També, se li atribueix una certa semblança amb l'escultura de
Sant Roc que es conserva al Museu d'Art de Girona i que pertanyia al retaule de
Sant Feliu de Guíxols realitzat el 1657 per Domènec Rovira el Major.
Moltes de les obres de Domènec
Rovira el Major han estat destruïdes, i un dels problemes que presenta aquesta
suposada Santa Eulàlia és que no té la seva mà esquerra, i a la mà dreta no porta
l'element que sostenia. Dos elements perduts que ajudarien a identificar-la
millor sinó s'haguessin perdut i podrien afirmar que es tracta d'una Santa
Eulàlia perquè a la mà esquerra (perduda) hi portaria la palma i a la mà dreta
hi sostindria una creu en forma d'aspa, els dos elements de Santa Eulàlia.
El Museu d'Art de Girona també s'hi

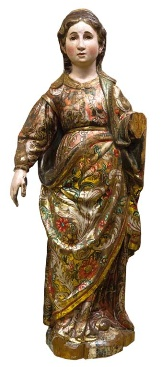
Santa Eulàlia

conserva la figura d'un Sant Roc provinent de Sant Feliu de Guíxols. Les
semblances amb la Santa Eulàlia, tot i ser un pèl més alt, i la mateixa
cronologia i lloc del qual provenen, relacionen encara més aquestes dues peces
amb l'escultor del barroc català, Domènec Rovira el
Major. Les dues figures, tot i que el Sant Roc prové amb certesa del Monestir
de Sant Feliu de Guíxols, tenen una tècnica i un modelatge molt similars, igual
que la fisonomia. Les dues cares presenten una mirada caiguda amb uns ulls
enfonsats, cabells ondulats i gruixuts, pòmuls marcats, ... aquests detalls
aplicats a les dues cares de les escultures de Sant Roc i Santa Eulàlia formen
part de les característiques que va aplicar Domènec Rovira el Major a les seves
obres.
El 1906, Gaietà Barraquer va
assegurar haver vist una Santa Eulàlia al retaule de Sant Feliu de Guíxols. Aquesta informació doncs, ajuda a assegurar més que
l'escultura de la Santa Eulàlia formava part del retaule de l'església del
poble de l'escultor.
Les dues escultures podrien haver-se
realitzat en una de les primeres etapes de l'escultor guixolenc, tot i que el rostre, especialment de Santa Eulàlia, mostra un cert pathos, que indica un cert patiment i dolor que pateix la santa, es podria considerar del període del barroc ple, a finals del segle xvii.
La figura de Santa Eulàlia llueix un vestit policromat i daurat però es desconeix el nom de qui va fer-ho, mentre que la policromia que s'hi va aplicar coincideix amb els anys que es va realitzar el retaule de Sant Feliu de Guíxols, a partir del 1657. La policromia
s'escampa per tota la tela que envolta la santa i el mantell que li tapa el cap
i el braç esquerra. Els ornaments vegetals que s'escampen per la tela que
vesteix Santa Eulàlia també coincideixen amb l'etapa amb què un segle després
del Concili de Trento es van començar aplicar aquest tipus de decoració molt
contrareformista. Al mateix temps, aquest tipus de flors són un model que es
pintarà al llarg del segle xvii. La tècnica de la llama es pot observar a la
túnica i a la part interior del mantell. La capa es decora amb una filera de
puntets daurats.
Sant Roc i Santa Eulàlia són dues
peces que mostren la gran qualitat escultòrica de l'artista Domènec Rovira el
Major.

#### Sant Joan Baptista, 1660

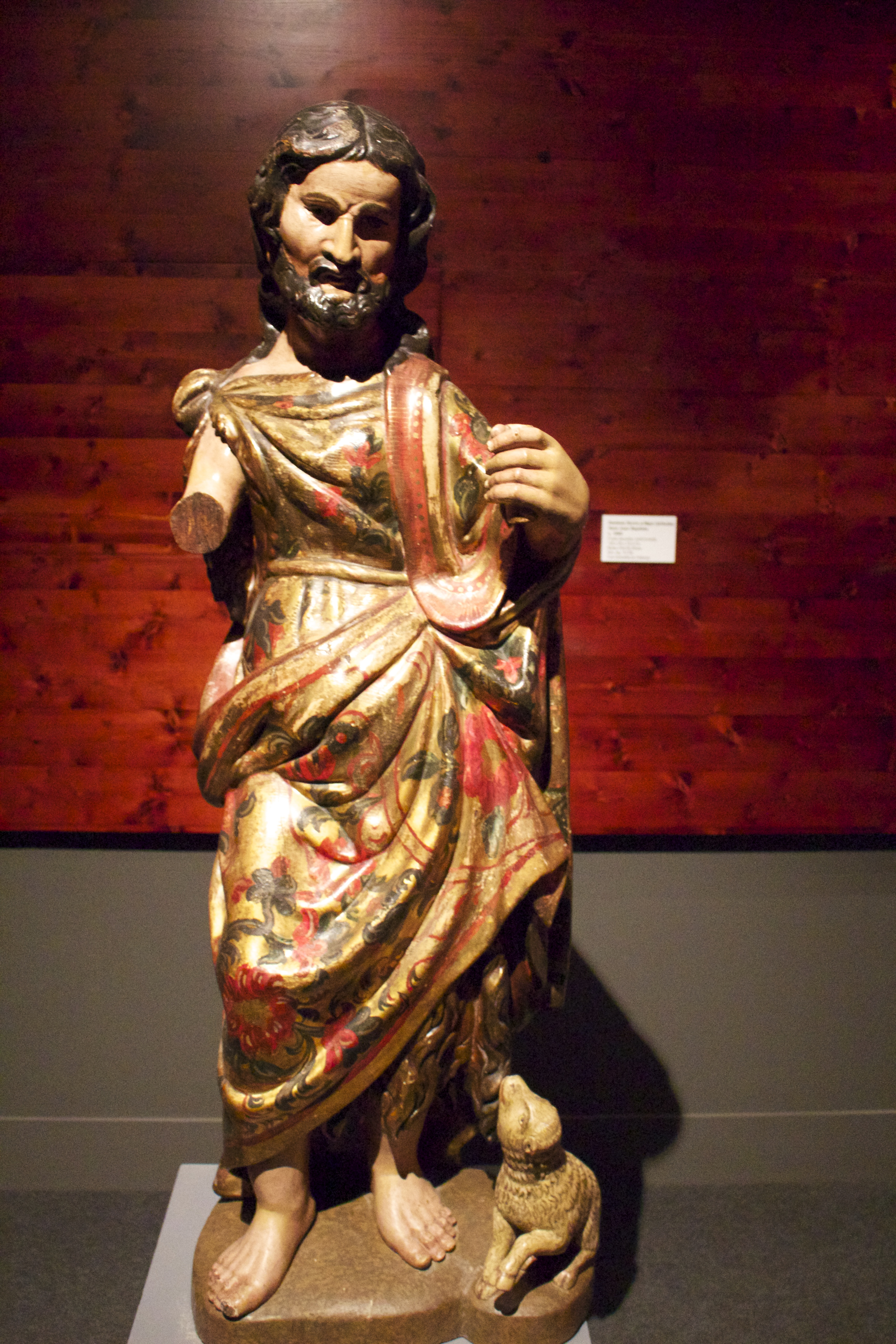
Sant Joan Baptista

L'escultura de Sant Joan Baptista és de mitjans del segle xvii, el 1660. Es troba al Museu d'Art de Girona, i s'atribueix a Domènec Rovira el Major. És una figura de fusta policromada i daurada que a finals del 2014 va ser comprada a subhastes Bonanova i actualment es conserva a una petita sala del Museu d'Art de Girona.
L'escultura del Sant Joan Baptista
s'atribuïa en un principi a l'escultura espanyola de finals del segle xvii,
però la policromia i la dauració, les característiques tècniques i formals
donen motius per atribuir aquesta peça a l'escultura catalana de mitjans del
segle xvii. D'altra banda, les semblances amb les altres dues escultures que es
troben al Museu d'Art de Girona, Sant Roc i Santa Eulàlia, fan creure que
provenen totes tres del retaule major de Sant Feliu de Guíxols i que haurien
estat realitzades per Domènec Rovira el Major.
En el Sant Joan Baptista li manca la
mà dreta, la qual està partida i no s'ha conservat, i semblant a la Sant
Eulàlia, a la mà esquerra s'ha perdut l'objecte que subjectava. Però és en el
teixit que envolta el cos de la figura on es plasmen més semblances amb les
escultures de Rovira que també es conserven al Museu d'Art de Girona. La tela
està completament policromada amb unes flors vermelles i verdes, línies
daurades i vermelles, i un fons completament de color daurat. Sant Joan també
té una expressió de tristesa, amb el cap baix i els ulls enfonsats. El seu
rostre no mira l'espectador sinó més cap a baix, on al costat dels seus peus
l'acompanya un animal.

#### Sant Benet
L'escultura del Sant Benet, existent
a la sagristia parroquial de Sant Feliu de Guíxols era una obra d'una gran
qualitat que pot atribuir-se a l'escultor guixolenc. Fonts documentals de la
parròquia de Sant Feliu de Guíxols afirmen que van encarregar a Domènec Rovira
la imatge de Sant Benet.
Les paraules de Mossèn Llambert Font parlen d'un document en què la
parròquia de Sant Feliu “encarregà a
mester Rovira la escultura de la imatge de N.P San Benito”.
L'escultura, d'uns dos terços del

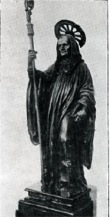
Sant Benet de Sant Feliu de Guíxols

natural, conservava dos trets molt importants: el primer, la perfecció tècnica
que és visible en tota la figura, com en els plecs de la roba, que donen una
qualitat perfecte a tots els detalls, com a la caputxa o la roba que cau pit
avall. Aquests plecs mostren una perfecció tècnica que també es troba a les
mans i en el rostre de Sant Benet, donant per suposat que l'escultor tenia un bon
coneixement anatòmic a l'hora de representar peces escultòriques. Per tant, és
una escultura realitzada per un artista amb molt de talent, sensible i capaç de
representar qualsevol expressió anímica. El segon tret, és el sentit
d'humanitat que es pot observar a la figura.
Aquesta escultura conté un grapat de
qualitats estilístiques que aconsegueixen revelar una forta personalitat
artística que pot atribuir-se perfectament a Domènec Rovira, que també hauria
rebut l'encàrrec de la realització del retaule major.
 “Mentre
no surtin documents que desmenteixin aquestes suposicions d'ara, Sant Feliu pot
mirar aquesta imatge de Sant Benet com una obra característica del seu escultor
siscentista i com un punt de referència valuosíssim per a valorar degudament la
seva obra”.

#### Retaule de Sant Pere de Begur
Mossèn Josep Vaquer Catà de Begur va
atribuir a Domènec Rovira el Major la realització del retaule de l'església de
Begur. Va ser el 1683 quan el rector, els obrers i els jurats van fer a la notaria de Pals
unes capitulacions, on es preparava la realització d'aquest retaule.
S'atribueix aquesta feina a
l'escultor Domènec Rovira, qui va morir el 1678/79 i no el 1689. Aquesta darrera
data pertany a la mort de Domènec Rovira el Menor, el seu nebot. Per tant,
l'atribució d'aquest retaule és confusa, ja que Domènec Rovira el Major no va
morir en la data que s'assenyala a l'article de Mossèn Josep Vaquer ni tampoc va tenir una filla que es deia Elisabet, sinó Llúcia, qui va casar-se amb Miquel Llavina. Aquest altre gran escultor del segle xvii també va treballar en el retaule de Begur però no com a gendre de l'escultor, ja que per la datació de la notaria de Pals del 1683, Domènec Rovira el Major ja havia mort, i per tant, va ser Domènec Rovira el Jove qui va rebre'n l'encàrrec.

El retaule tenia unes mides i línies molt encertades, proporcionades i fines. El cos, es distribuïa entre dos pisos i tres carrers que s'aixecaven sobre un bancal, on hi havia quatre nimfes que emmarcaven dues portes. Aquestes dues portes quedaven camuflades per l'escut de Begur i conduïen a les capelles dels sants de la part de darrere del retaule. També servien per obrir el sagrari monumental quan es feia l'exposició solemne del Santíssim.
En el cos central, sobre el

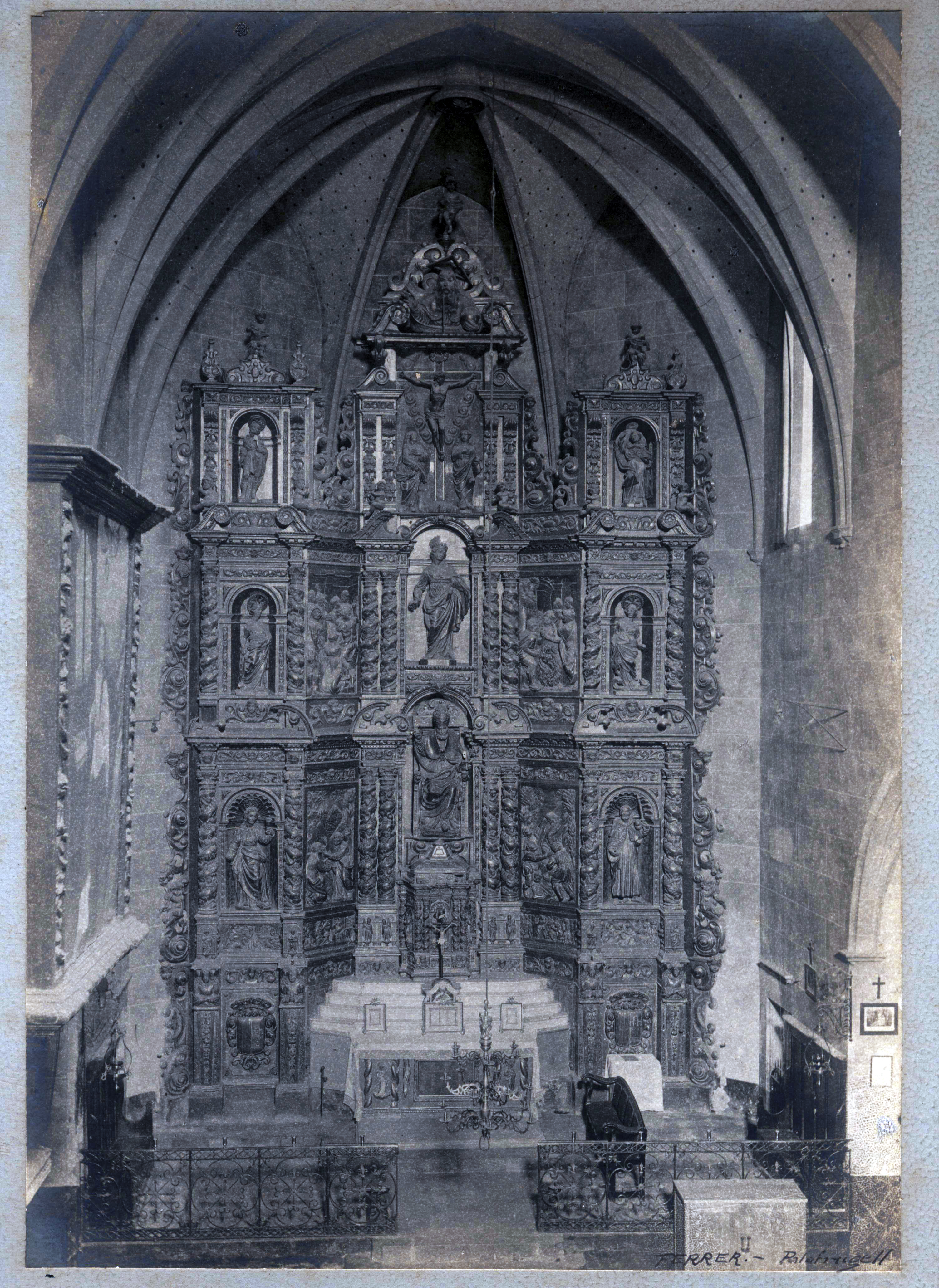
Retaule de Sant Pere de Begur

tabernacle, s'hi representava Sant Pere assegut i vestit amb roba pontifical.
Amb una mà aguantava les Claus del Regne i amb l'altra la imatge de Santa
Reparada. Damunt, la imatge del Sant Crist amb la Verge i Sant Joan. A l'àtic,
la imatge del Pare Etern, coronat amb la Trinitat. Finalment, a sobre de tot
del retaule, i molt proper a la volta, s'hi alça un àngel.
Al costat del carrer central, es va
decorar amb columnes entorxades i salomòniques, que Domènec Rovira el Major ja
havia utilitzat en algunes obres. Les columnes, envolten plafons amb relleus i
escenes referents a la vida de Sant Pere.
És en el primer i tercer carrer del
retaule on 6 fornícules, una a cada pis, porten la figura dels sants que acompanyaven a
Sant Pere. Es distingeixen Sant Jaume vestit de pelegrí, Santa Catalina
d'Alexandria, Sant Domènec i Sant Sebastià. Els dos sants restants no s'han
pogut identificar.
El retaule està molt ornamentat amb
caps d'àngels, columnes barroques, capitells i cornises amb decoracions
vegetals, garlandes i altres ornaments.
El 1692 Josep Vaciana va ser
l'encarregat de daurar el retaule, que el convertí encara en una obra d'art més
prestigiosa, pagant per ell, gairebé 6000 lliures barceloneses en total. Va ser
però el 25 de juliol de 1936, en l'inici de la Guerra Civil Espanyola, quan
l'església de Begur va cremar-se i van perdre’s un grapat d'obres d'art, però
la més important, el retaule de Domènec Rovira el Menor.

## Llistat d'obres
| Any  | Obra                                                        | Localització                                       |
| ---- | ----------------------------------------------------------- | -------------------------------------------------- |
| 1638 | Sagrari per l'església de Sant Jaume                        | Barcelona                                          |
| 1639 | Capella de Sant Pau i Felip Neri                            | Santa Maria del Mar, Barcelona                     |
| 1639 | Retaule major del monestir i convent del Bonsuccès          | Convent de la Mare de Déu del Bonsuccès, Barcelona |
| 1641 | Sagrari amb 48 figures de l'antic testament i virtuts       | Santa Maria del Mar, Barcelona                     |
| 1654 | Àngels del basament de l'Altar Major de Santa Maria del Mar | Santa Maria del Mar, Barcelona                     |
| 1657 | Retaule major del Monestir de Sant Feliu de Guíxols         | Sant Feliu de Guíxols                              |
| 1665 | Retaule de la Santa Creu i Magdalena de Figueres            | Figueres                                           |
| 1670 | Retaule de l'església de l'Arboç                            | L'Arboç, Baix Penedés                              |

### Obres entre el 1644 i 1658 segons Ràfols
| Obra                                 | Localització                           |
| ------------------------------------ | -------------------------------------- |
| Retaule de Sant Vicenç de Llavaneres | Sant Vicenç de Llavaneres              |
| Retaule de la Mare de Déu de l'Aigua | Vilafranca del Penedés                 |
| Retaule del Roser                    | Calella                                |
| Retaule major de Collbató            | Colbató, Baix Llobregat                |
| Retaule major de la Porciúncula      | Claustre dels franciscans de Barcelona |
| Retaule de Sant Francesc             | Catedral de Barcelona                  |
| Escultura del Sant Crist             | Sant Jeroni de la Murtra               |

### Obres atribuïdes
| Any                          | Obra                       | Localització          |
| ---------------------------- | -------------------------- | --------------------- |
| Segona meitat del segle XVII | Escultura de Santa Eulàlia | Museu d'Art de Girona |
| Segona meitat del segle XVII | Escultura de Sant Roc      | Museu d'Art de Girona |
| 1660                         | Escultura de Sant Joan     | Museu d'Art de Girona |
| Segona meitat del segle XVII | Escultura de Sant Benet    | Sant Feliu de Guíxols |
| 1683                         | Retaule major de Sant Pere | Begur                 |